# في جنح الليل
في جنح الليل 
(بالإنجليزية: Into the Night) هو مسلسل اثارة خيال علمي بلجيكي تم عرضه في سنة 2015. قصة المسلسل مبنية على رواية عفريت الماء القديم للروائي البولندي جاشك دوكاي. بدأ عرضه في 1 مايو 2020 على نتفليكس وهو من إخراج جيسون جورج وبطولة جان بيجوفيت و نبيل ملاط و بولين إتيان ولورانت كايبلوتو وأستريد وايتنول وألبا غايا بيلوجي ومحمد كورتولوش وبابيتيدا ساجو.